# Al-Mundhir III ibn Imru' al-Qays
Al-Mundhir III ibn Imru l-Qays o  ibn al-Nu'man (? - 554) è stato un re dei Lakhmidi tra il 503/505 e il 554.
Il nome di sua madre era Mārya bint Awf bin Jusham, soprannominata Māʾ al-Samāʾ ("acqua del cielo", i.e. "pioggia"), mentre suo padre era Imruʾ l-Qays III b. al-Nuʿmān (ma, secondo alcuni, al-Nu'man II ibn al-Aswad). Succedette al padre immediatamente dopo la sua morte nel 503 o dopo un breve interregno di Abu Ya'fur ibn 'Alqama. 
È considerato uno dei migliori sovrani lakhmidi ed è stato ricordato come un guerriero ricco di virtù belliche. Il suo impegno militare fu mostrato immediatamente dopo la sua ascesa al trono, con un'incursione nella Palaestina Salutaris e nell'Arabia Petraea nel 503, nel corso della quale catturò un gran numero di Bizantini. I raid di al-Mundhir coinvolgevano un'area che si stendeva tra il fiume Eufrate a est, l'Egitto a ovest e l'altopiano arabico del Najd a sud, in cui nel 516 egli impegnò battaglia con il tubba' himyarita Maʿdīkarib.
Nel 526 scoppiò una guerra tra l'Impero bizantino e quello persiano sasanide. Al-Mundhir, alleato dei Sasanidi, attaccò la Siria bizantina, sottoponendola a saccheggio. Due comandanti bizantini di alto rango furono catturati: Timostratus e Giovanni. Ciò comportò l'invio da parte dell'Imperatore di Bisanzio, Giustiniano I di un'ambasceria di pace ad al-Mundhir, composta da Abraham, figlio di Euphrasius (il cui figlio sarà lo storico Nonnoso) e da Simeone di Beth Arsham. Ad essi si aggiunse Sergius di Rusafa (che portò donativi di Giustiniano al re lakhmide). 
Nel 528 al-Mundhir attaccò di nuovo la Siria, prendendo abbondante preda bellica. L'anno successivo (529) reiterò i suoi attacchi, prendendo dapprima tutta l'area frontaliera del Khabur. Dopodiché marciò verso Arzona e Nisibis spogliandole le città, sottoposte a crudele saccheggio, prima di proseguire in dizione di Apamea e Calcedonia. Al-Mundhir non fu invece in grado di conquistare Antiochia poiché Giustiniano schierò un possente esercito a sua protezione. Al-Mundhir tornò ad al-Hira con ricco bottino, tra cui 400 monache, che sacrificò al rogo in onore della divinità al-'Uzza, guadagnandosi il soprannome di "Bruciatore" (al-Muḥarriq).
Al-Mundhir fu ucciso in battaglia dai Ghassanidi di al-Harith ibn Jabala nel giugno del 554. Gli succedettero tre figli, 'Amr III (reg. 554–569), Qābūs (reg. 569–573) e  al-Mundhir IV (reg. 574–580).